# August Heinrich Sieberg
August Heinrich Sieberg (* 23. Dezember 1875 in Aachen; † 18. November 1945 in Jena) war ein deutscher Geophysiker. Er forschte vor allem auf dem Gebiet der Seismologie und entwickelte eine Erdbebenskala wie auch eine Tsunami-Skala.

## Wissenschaftlicher Werdegang
| |
| |
| Illustrationen von A. Sieberg im Eintrag Erdbeben (Zemětřesení) in Ottos Enzyklopädie (Ottův slovník naučný, Bd. 27, S. 565–571, Prag, 1908). |

Sieberg studierte Naturwissenschaften an der TH Aachen und den Universitäten Strasbourg, Freiburg und Jena; daneben studierte er Architektur. Seit 1895 war er Assistent am Meteorologischen Observatorium Aachen, zwischen 1904 und 1914 an der 1899 gegründeten Kaiserlichen Hauptstation für Erdbebenforschung in Straßburg. Ab 1910 war er nebenamtlicher Mitarbeiter des Straßburger Zentralbüros der International Seismological Association (ISA), der heutigen International Association of Seismology and Physics of the Earth’s Interior.
Nach dem Ersten Weltkrieg wurde Straßburg französisch und Sieberg wechselte 1919 zusammen mit dem Direktor der Straßburger Hauptstation, Oskar Hecker, an die neu errichtete Reichszentrale für Erdbebenforschung in Jena, dem Vorgänger des heutigen Geodynamischen Observatoriums Moxa. Unter Hecker als Direktor war Sieberg dort Abteilungsleiter für Makroseismik und Regierungsrat. An der Jenaer Universität promovierte Sieberg in 1921 und habilitierte in 1922 in Geophysik. In diesem Jahr war er an der Gründung der Deutschen Seismologischen Gesellschaft mit beteiligt. 1924 wurde er außerordentlicher Professor. Nach Heckers Emeritierung 1932 wurde Sieberg kommissarischer Leiter der Reichszentrale für Erdbebenforschung, im Juni 1936 wurde er ihr Direktor. Auf seinen Vorschlag und nach seinen Plänen richtete das Reichswissenschaftsministerium den Deutschen Reichserdbebendienst ein.:127–129
Für seine Mitarbeit beim Aufbau der Deutschen Museums in München erhielt Sieberg 1925 den goldenen Ehrenring, ab 1934 war er Mitglied des Vorstandsrats.
Im Jahr 1933 wurde August Sieberg zum Mitglied der Leopoldina gewählt. 1937 wurde er zum Ehrendoktor an der Universität Athen. 1939 trat er dem Bulgarischen Seismologischen Dienst in Sofia als externes Mitglied bei.

## Wissenschaftliche Arbeit
|                                           | Charakteristikum  | Größte Beschleunigung |
| ----------------------------------------- | ----------------- | --------------------- |
| 1                                         | unmerklich        | bis 2,5 mm/sec2       |
| 2                                         | sehr leicht       | 2,6 bis 5 mm/sec2     |
| 3                                         | leicht            | 6 bis 10 mm/sec2      |
| 4                                         | mäßig             | 11 bis 25 mm/sec2     |
| 5                                         | ziemlich stark    | 26 bis 50 mm/sec2     |
| 6                                         | stark             | 51 bis 100 mm/sec2    |
| 7                                         | sehr stark        | 101 bis 250 mm/sec2   |
| 8                                         | zerstörend        | 251 bis 500 mm/sec2   |
| 9                                         | verwüstend        | 501 bis 1000 mm/sec2  |
| 10                                        | vernichtend       | 1001 bis 2500 mm/sec2 |
| 11                                        | Katastrophe       | 2501 bis 5000 mm/sec2 |
| 12                                        | Große Katastrophe | ab 5000 mm/sec2       |
| Mercalli-Cancani-Sieberg-Skala (1923):135 |                   |                       |

Als Seismologe beschäftigte er sich mit der Zusammenstellung von Erdbebenkatalogen und der geographischen Verteilung von Erdbeben. Weitere Forschungsgebiete waren Tektonik und die Analyse makroseismischer Daten. Sieberg war sich darüber im Klaren, dass die Beschaffenheit des Untergrundes und die Bauweise einen starken Einfluss auf die bei einem Erdbeben entstehenden Schäden haben, und war sehr interessiert an den gesellschaftlichen Auswirkungen von Erdbeben.
1912 führte Sieberg die zwölfteilige Mercalli-Cancani-Sieberg-Skala als Weiterentwicklung der Mercalli-Cancani-Skala ein. Die Skala ist so aufgebaut, dass jede Skaleneinteilung etwa der doppelten horizontalen Grundbeschleunigung der vorherigen entspricht.
1927 entwickelte er die Sieberg-Skala, eine sechsteilige Skala zur Beurteilung der Stärke von Tsunamis auf der Grundlage ihrer Auswirkungen auf Menschen, Gebäude und Natur, die 1962 von Nicholas Ambraseys in der Form der Sieberg-Ambraseys-Skala an die üblichen zwölfteiligen Erdbebenskalen angepasst wurde. 1939 publizierte er den ersten Erdbebenkatalog von Deutschland und angrenzenden Gebieten.

## Schriften
- 1904: Handbuch der Erdbebenkunde. F. Vieweg und Sohn, Braunschweig
- 1914: Einführung in die Erdbeben- und Vulkankunde Süditaliens. G. Fischer, Jena (Digitalisat).
- 1922: Die Verbreitung der Erdbeben auf Grund neuerer makro- und mikroseismischer Beobachtungen und ihre Bedeutung für Fragen der Tektonik. G. Fischer, Jena
- 1923: Geologische, physikalische und angewandte Erdbebenkunde. G. Fischer, Jena
- 1927: Geologische Einführung in die Geophysik: Für Studierende der Naturwissenschaften, des Ingenieurwesens und des Bergbaus, sowie zum Selbststudium. G. Fischer, Jena
- 1932: Erdbebengeographie. Handbuch der Geophysik, Bd. 4, Lfg. 3, Borntraeger, Berlin
- 1933: Erdbebenforschung und ihre Verwertung für Technik, Bergbau und Geologie. G. Fischer, Jena
- 1937: Beiträge zur erdbebenkundlichen Bautechnik und Bodenmechanik. Veröffentlichungen der Reichsanstalt für Erdbebenforschung in Jena